# Netelia mirabilis
Netelia mirabilis là một loài tò vò trong họ Ichneumonidae.